# Lista de bairros de Chapecó
Esta lista é sobre os bairros e distritos do município catarinense de Chapecó.

## Distritos
O município esta subdividido em cinco distritos, sendo:
| - Chapecó (MAPA) | - Marechal Bormann (MAPA) | - Alto da Serra (MAPA) | - Goio-ên (MAPA) | - Figueira (MAPA) |

## Bairros

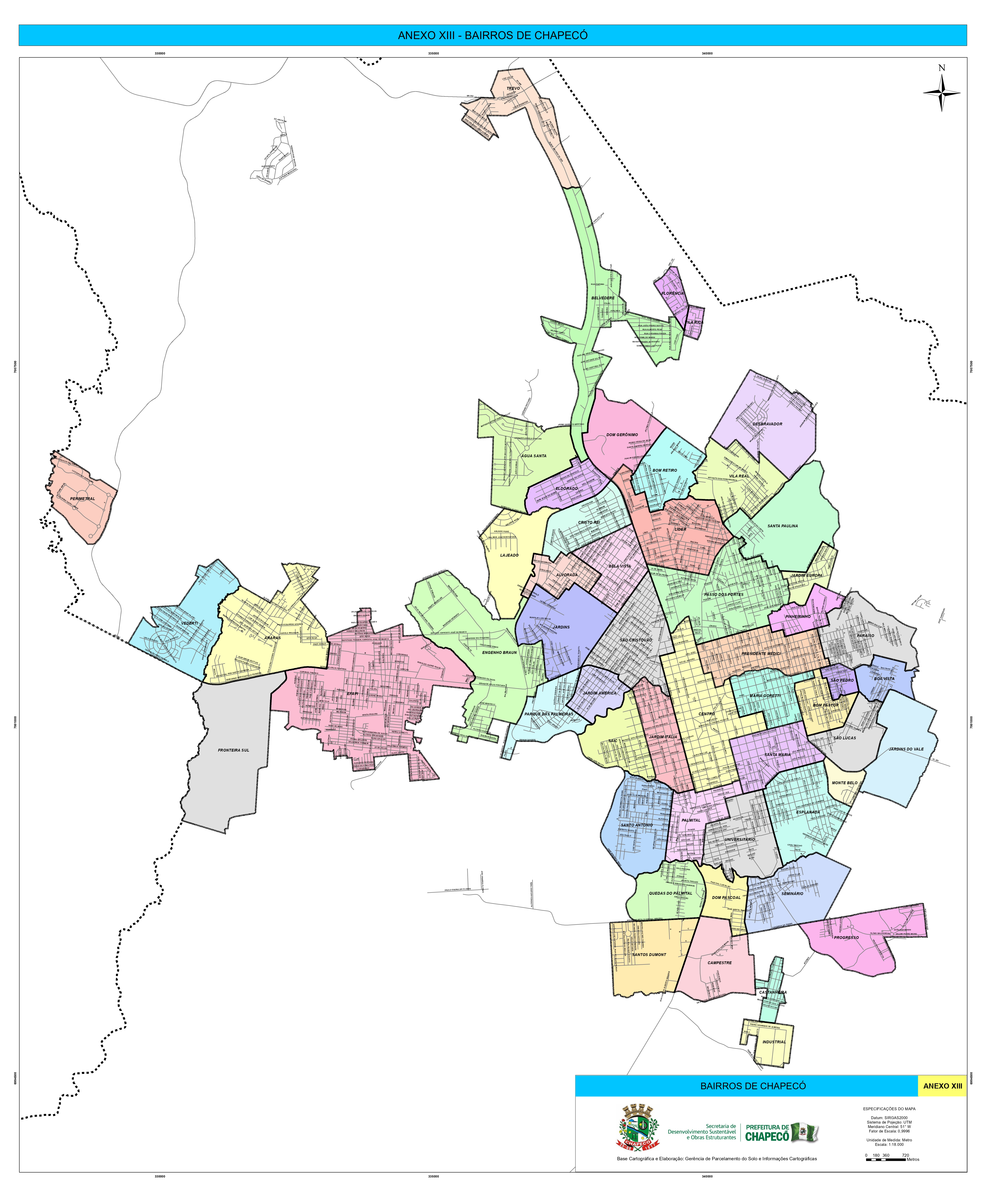
Os 54 bairros de Chapecó. Plano Diretor de 2024.

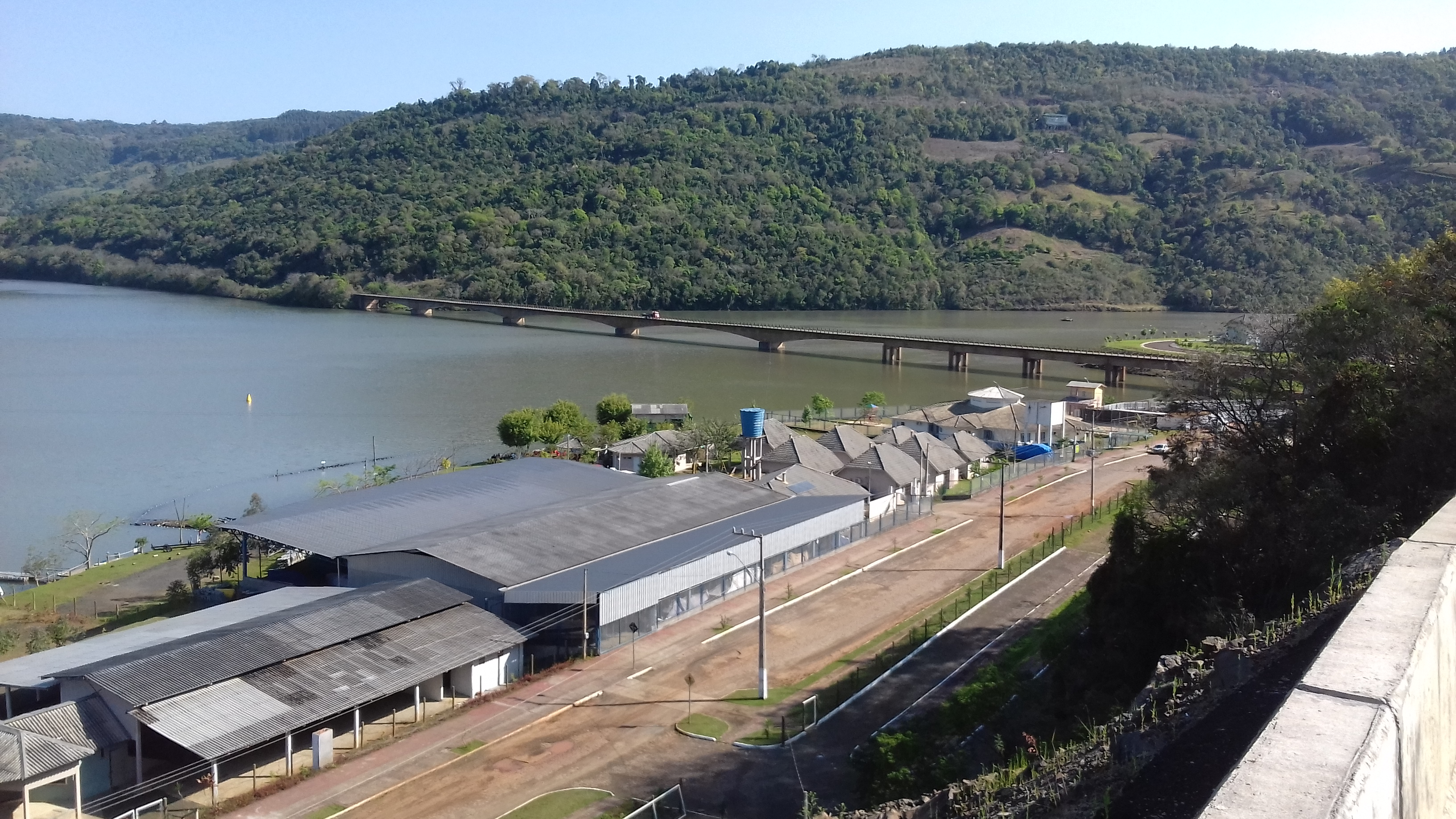
Ponte sobre o Rio Uruguai, no distrito de Goio-ên.

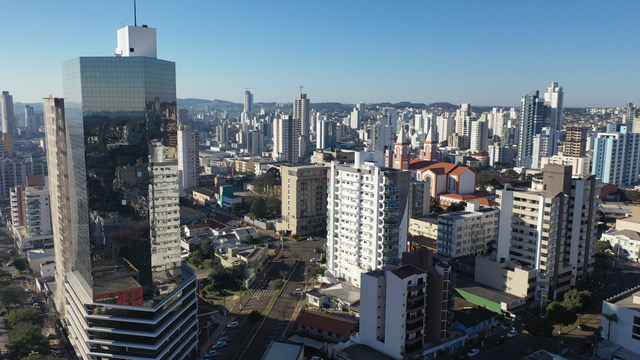
Centro de Chapecó.

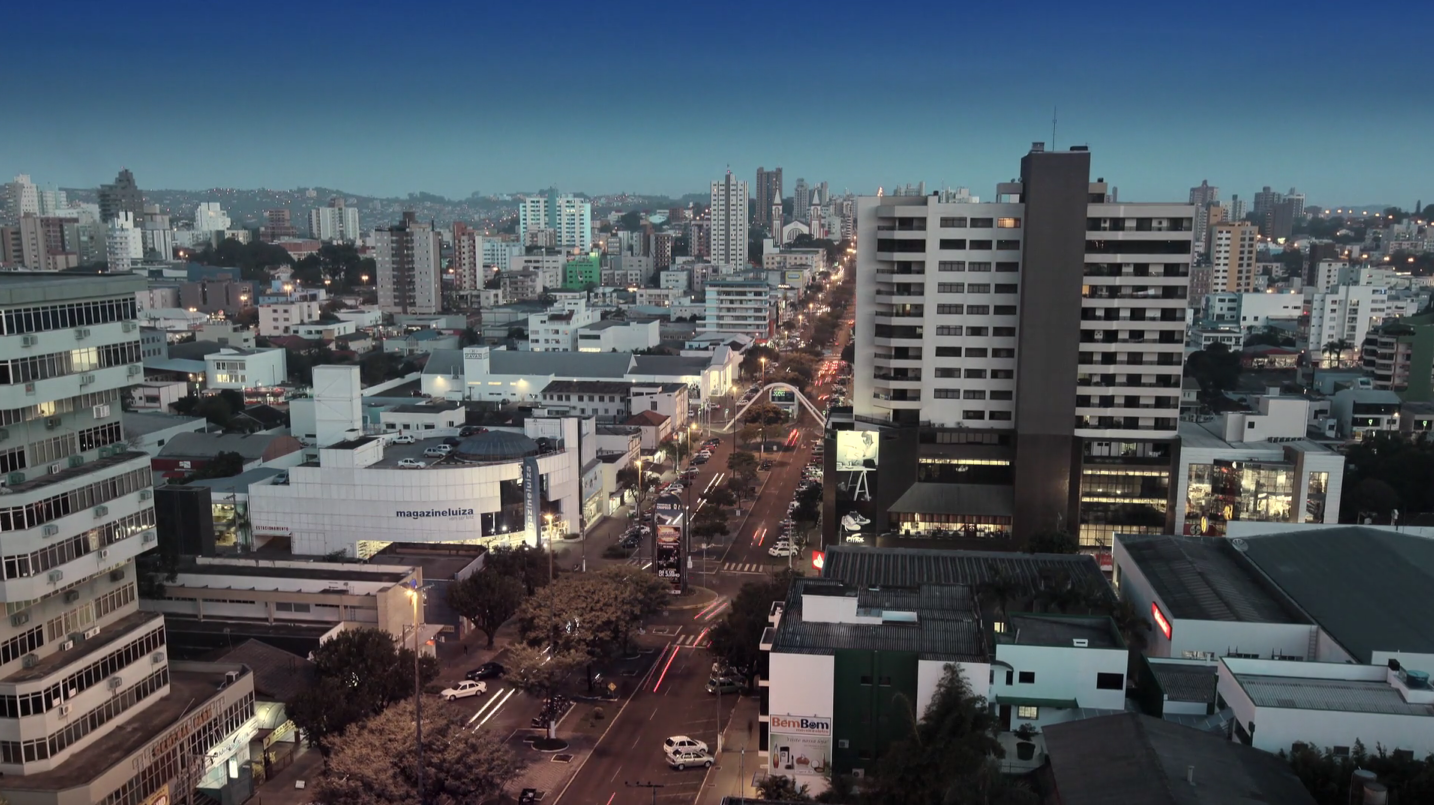
Centro de Chapecó.

O distrito Sede de Chapecó está subdividido em 52 bairros, segundo o Plano Diretor de 2024.
O distrito de Figueira é composto pelo bairro Vederti, bairro Perimetral, além de sua vila sede e demais localidades rurais. Sendo assim, o município de Chapecó possui 54 bairros.
| - Água Santa (MAPA) - Alvorada (MAPA) - Araras (MAPA) - Bela Vista (MAPA) - Belvedere (MAPA) - Boa Vista (MAPA) - Bom Pastor (MAPA) - Bom Retiro (MAPA) - Campestre (MAPA) - Castanheiras (MAPA) - Centro (MAPA) - Cristo Rei (MAPA) - Desbravador (MAPA) - Dom Gerônimo (MAPA) - Dom Pascoal (MAPA) - Efapi (MAPA) - Eldorado (MAPA) - Engenho Braun (MAPA) - Esplanada (MAPA) - Fronteira Sul (MAPA) - Florência (MAPA) - Industrial (MAPA) - Jardim América (MAPA) - Jardim Europa (MAPA) - Jardim Itália (MAPA) - Jardins (MAPA) - Jardins do Vale(MAPA) - Lajeado (MAPA) - Líder (MAPA) - Maria Goretti (MAPA) - Monte Belo (MAPA) - Palmital (MAPA) - Paraíso (MAPA) - Parque das Palmeiras (MAPA) - Passo dos Fortes (MAPA) - Pinheirinho (MAPA) - Perimetral (MAPA) - Presidente Médici (MAPA) - Progresso (MAPA) - Quedas do Palmital (MAPA) - SAIC (MAPA) - Santa Paulina (MAPA) - Santo Antônio (MAPA) - Santos Dummond (MAPA) - São Cristóvão (MAPA) - São Lucas (MAPA) - São Pedro (MAPA) - Seminário (MAPA) - Trevo (MAPA) - Universitário (MAPA) - Vederti (MAPA) - Vila Real (MAPA) - Vila Rica (MAPA) |